# Индустријска зона Пјана Гало (Кунео)
Индустријска зона Пјана Гало је насеље у Италији у округу Кунео, региону Пијемонт.
Према процени из 2011. у насељу је живело 31 становника. Насеље се налази на надморској висини од 187 м.